# Прунішор (комуна)
Прунішор (рум. Prunișor) — комуна у повіті Мехедінць в Румунії. До складу комуни входять такі села (дані про населення за 2002 рік):
- Іджироаса (67 осіб)
- Арветешть (59 осіб)
- Балота (123 особи)
- Билтанеле (25 осіб)
- Гелмеджоая (112 осіб)
- Гирніца (47 осіб)
- Гуту (79 осіб)
- Драготешть (54 особи)
- Зегая (494 особи)
- Лумнік (158 осіб)
- Міжарка (79 осіб)
- Прунару (113 осіб)
- Прунішор (537 осіб)
- Финтина-Домняске (294 особи)
- Червеніца (385 осіб)

Комуна розташована на відстані 252 км на захід від Бухареста, 20 км на схід від Дробета-Турну-Северина, 77 км на північний захід від Крайови.

## Населення
За даними перепису населення 2002 року у комуні проживали 2626 осіб.
Національний склад населення комуни:
| Національність | Кількість осіб | Відсоток |
| -------------- | -------------- | -------- |
| румуни         | 2594           | 98,8%    |
| угорці         | 27             | 1,0%     |
| цигани         | 5              | 0,2%     |

Рідною мовою назвали:
| Мова      | Кількість осіб | Відсоток |
| --------- | -------------- | -------- |
| румунська | 2594           | 98,8%    |
| угорська  | 27             | 1,0%     |
| циганська | 5              | 0,2%     |

Склад населення комуни за віросповіданням:
| Релігія            | Кількість осіб | Відсоток |
| ------------------ | -------------- | -------- |
| православні        | 2590           | 98,6%    |
| римо-католики      | 30             | 1,1%     |
| адвентисти         | 3              | 0,1%     |
| греко-католики     | 1              | < 0,1%   |
| баптисти           | 1              | < 0,1%   |
| не вказали релігію | 1              | < 0,1%   |